# Stolzenfels (Schiff, 1882)
Die Stolzenfels war das erste Schiff der neugegründeten Bremer Reederei Deutsche Dampfschifffahrts-Gesellschaft „Hansa“ (DDG „Hansa“). Das bei der Werft von Charles Mitchell & Co. in Newcastle upon Tyne am 12. Dezember 1881 als Spekulationsbau vom Stapel gelaufene Schiff wurde von der Bremer Reederei im Januar 1882 angekauft.
Die Stolzenfels war auch das erste Schiff der Reederei, das im Dienst verloren ging. Am 10. Mai 1884 wurde sie in Saigon vor Anker liegend vom britischen Dampfer Canton gerammt und sank.

## Geschichte des Schiffes
Das Komitee zur Gründung der DDG „Hansa“ beauftragte den ersten Direktor Oltmann Johann Dietrich Ahlers und den Ingenieur Karl Ihlder, in Großbritannien einige große Dampfer zu kaufen. Sie erwarben Anfang 1882 dort drei Dampfer, die bei verschiedenen Werften in Bau waren. Von Februar bis April 1882 traten sie in den Dienst der neu gegründeten Reederei.
Das erste Schiff war die Stolzenfels, benannt nach dem Schloss Stolzenfels, das der preußische König Friedrich Wilhelm IV. in Koblenz als Sommerresidenz hatte errichten lassen.

Das Schiff war als Spekulationsbau bereits am 12. Dezember 1881 bei der Werft von Charles Mitchell in Newcastle von Stapel gelaufen. Es war das einzige Schiff, das die später vom Rüstungskonzern Armstrong übernommene Werft an die DDG Hansa lieferte.
Das mit 2248 BRT und 1734 NRT vermessene Schiff, war 86,94 m lang und bis 11,70 m breit und hatte Tragfähigkeit von 3500 tdw. Eine in Wallsend gebaute 2-Zylinder Compound-Dampfmaschine von 1100 PSi gab ihm eine Geschwindigkeit von 10 kn. Für Notfälle war das Schiff als Brigantine getakelt.
Im Januar 1882 in der Ausrüstung angekauft, trat die Stolzenfels am 7. Februar 1882 von Newcastle ihre erste Reise nach Singapur an.

Die Dienstzeit der Stolzenfels war allerdings nur von kurzer Dauer. Am 10. Mai 1884 wurde sie in Saigon mit einer Ladung Reis für Hongkong vor Anker liegend vom britischen Dampfer Canton (1737 BRT, 1880 Wigham Richardson) der Reederei J.C. Jaques & Co, London, gerammt und sank. Im August 1884 wurde das Wrack aufgegeben.
Die Canton hatte einen ähnlichen Unfall schon 1881 in Newcastle (New South Wales) verursacht.

## Schicksal der weiteren Ankäufe
Mit der ersten Drachenfels, benannt nach der Burg Drachenfels (Siebengebirge) und der ersten Ehrenfels, benannt nach der Burg Ehrenfels (Hessen), stellte die DDG Hansa noch zwei weitere Dampfer in Dienst, die bereits im Bau befindlich bei der Sunderland Shipbuilding Co. Ltd. in Sunderland bzw. Wigham Richardson & Co. in Newcastle-on-Tyne angekauft wurden.

Der weitere Schiffsbedarf der neuen Reederei wurde durch neun Neubauten von 736 bis 1566 BRT bei deutschen Werften gedeckt, die zwischen 1882 und 1884 in Dienst gestellt wurden.
| Name        | Bauwerft                     | BRT tdw   | Stapellauf in Dienst | weiteres Schicksal |
| Drachenfels | Sunderland ShB. BauNr. 110   | 2251 3250 | 01.1882 18.03.1882   | August 1892 in Helsingør neue Kesselanlage eingebaut, 1898 nach Norwegen verkauft: Kvarven, 14. Juni 1905 vor Japan gestrandet |
| Ehrenfels   | Wigham Richardson BauNr. 138 | 2315 3450 | 03.1882 18.04.1882   | 1885 Hilfsdampfer bei der Besitzergreifung Deutsch-Ostafrikas, 1886 neue Dreifach-Expansionsmaschine, Oktober 1894 bei AG Weser verlängert (2672 BRT), 1898 nach Hamburg verkauft: St. Georg, September 1900 gestrandet, als Wrack in die USA verkauft/ zum Kombischiff umgebaut: Enterprise, 1926 nach Maschinenschaden aufgelegt/ erst 1937 in Japan abgebrochen |

## Weitere Schiffe mit dem NamenStolzenfels
| Name            | Bauwerft                | BRT tdw       | Stapellauf in Dienst  | weiteres Schicksal |
| Stolzenfels (2) | Dixon BauNr. 368        | 3092 4750     | 05.1893 7.07.1893     | 2 Schwesterschiffe, Ende 1904 Verkauf an Dampfschiff Gesellschaft Argo: Amerika, August 1905 an den Norddeutschen Lloyd, August 1908 wieder Argo, März 1912 an Deutsche Levante-Linie: Eresos, 5. September 1915 durch russische Zerstörer Bystrii und Pronzitelny versenkt |
| Stolzenfels (3) | Flensburg BauNr. 255    | 5566 8780     | 6.01.1906 2.03.1906   | Rheinfels-Klasse (7 Schwesterschiffe), 1914 in Sydney beschlagnahmt: Dongarra, 1925: britische Kotka, 1927 Benvrackie, 1931 Abbruch in Japan |
| Stolzenfels (4) | Tecklenborg BauNr. 269  | 7509 11.104   | 25.11.1915 11.11.1916 | ex Altenfels/Altenfels-Klasse (6 Schwesterschiffe), 1919 an Großbritannien ausgeliefert, 1920 Eastern Prince, 1926 Rückkauf: Stolzenfels, September 1939 Sperrbrecher XII / 12, 20. März 1941 durch Torpedoflugzeug nahe Schiermonnikoog versenkt                           |
| Stolzenfels (5) | Atlas-Werke BauNr. 395  | 3905 4115     | 27.09.1957 18.12.1957 | Bauauftrag übernommen/ 2 Schwesterschiffe (ST-Klasse), 1968 Verkauf nach Indien, 1985 Abbruch |
| Stolzenfels (6) | Flenderwerke BauNr. 586 | 10.586 14.436 | 7.01.1971 8.04.1971   | "ST"-Klasse (9 Schwesterschiffe), 1980 Verkauf, 1987 Abbruch |